# ۱۶۹۶ (میلادی)
۱۶۹۶ (میلادی) هزار وششصد و نود و ششمین سال تقویم میلادی است.

## زادگان
- ۵ مارس – جامباتیستا تیه‌پولو، هنرمند و نقاش ایتالیایی (د. ۱۷۷۰)

## درگذشتگان
- ۱۰ مه – ژان دو لا برویر، نویسنده فرانسوی (ز. ۱۶۴۵)